# George DiCenzo
George Ralph DiCenzo, dit George DiCenzo, est un acteur, réalisateur et producteur américain, né le 21 avril 1940 à New Haven, dans le Connecticut, aux (États-Unis), et mort le 9 août 2010 à Washington Crossing, en Pennsylvanie, aux (États-Unis).

## Filmographie

### comme acteur
- 1970 : La Fiancée du vampire (House of Dark Shadows) : Deputy
- 1971 : Going Home : Sergeant
- 1972 : Meurtres dans la 110e rue (Across 110th Street) : Patrolman
- 1973 : The Invasion of Carol Enders (TV) : Dr Palmer
- 1973 : The Night Strangler (en) (TV) : Underground Tour Guide
- 1973 : La Voix du vampire (The Norliss Tapes) (TV) : Man in Langdon gallery
- 1973 : The Blue Knight (en) de Robert Butler (TV) : Zoot Lafferty
- 1974 : Shoot It Black, Shoot It Blue : George
- 1974 : Les Rues de San Francisco (TV) : Bert Master
- 1975 : The Swiss Family Robinson (TV) : Suramin
- 1975 : Last Hours Before Morning (TV) : Owings
- 1975 : Las Vegas Lady (en) : Eversull
- 1976 : Helter Skelter (TV) : Vincent Bugliosi
- 1977 : Police Story: The Broken Badge (TV)
- 1977 : The Hostage Heart (en) (TV) : Chief George Reinhold
- 1977 : Space Sentinels (série télévisée) : Hercules / Sentinel One
- 1977 : Aspen (feuilleton TV) : Abe Singer
- 1977 : Rencontres du troisième type (Close Encounters of the Third Kind) : Major Benchley
- 1977 : Bande de flics (The Choirboys) : Lt. Grimsley
- 1978 : To Kill a Cop (TV) : Captain Cornworth
- 1978 : The Jordan Chance (es) (TV) : Sheriff DeVega
- 1979 : Le Rabbin au Far West (The Frisco Kid) : Darryl Diggs
- 1979 : High Midnight (es) (TV) : Bennett
- 1980 : La Neuvième Configuration (The Ninth Configuration) : Capt. Fairbanks
- 1980 : Les Retrouvailles (Reunion) (TV) : Vincent Scozzola
- 1980 : The Night the City Screamed (TV) : Cliff Barrankos
- 1981 : Spider-Man et ses amis exceptionnels (Spider-Man and His Amazing Friends) (série télévisée) : Additional Voices (voix)
- 1981 : Gangster Wars (en) de Richard C. Sarafian : Arnold Rothstein
- 1981 : Chronique des années 30 (en) ("The Gangster Chronicles") (feuilleton TV) : Rothstein
- 1981 : Rivkin: Bounty Hunter (TV)
- 1981 : Blackstar (série télévisée) : John Blackstar (voix)
- 1981 : Spieder-Man (série télévisée) : Captain America (voix)
- 1981 : Les Gorges du Diable (en) (Killing at Hell's Gate) de Jerry Jameson (TV) : Sam
- 1981 : La Loi selon McClain ("McClain's Law") (série télévisée) : Lt. Edward DeNisco
- 1982 : Breach of Contract
- 1983 : Starflight: The Plane That Couldn't Land (en) (TV) : Bowdish
- 1983 : Cowboy (TV) : Davis Bentlow
- 1984 : Le Défi des Gobots ("Challenge of the GoBots") (série télévisée) : Additional Voices (voix)
- 1981 : Dynastie ("Dynasty") (série télévisée) : Charles Dalton (1984-1985)
- 1985 : Galtar et la Lance d'or (série télévisée) : Otar (voix)
- 1985 : A Christmas Special (TV) : Hordak (voix)
- 1985 : The Secret of the Sword : Bow / Hordak (voix)
- 1985 : Retour vers le futur (Back to the Future) : Sam Baines
- 1985 : She-Ra: Princess of Power (série télévisée) : Bow / Hordak / Sea Hawk (voix)
- 1985 : Rock 'n' Wrestling (série télévisée) : Captain Lou Albano (animated segments) (voix)
- 1986 : Les Bons tuyaux (The Longshot) : DeFranco
- 1986 : Si c'était demain ("If Tomorrow Comes") (feuilleton TV) : Anthony Orsatti
- 1986 : À propos d'hier soir... d'Edward Zwick : Mr. Favio
- 1986 : Le Cheval de feu (Wildfire) (série télévisée) : Additional Voices (voix)
- 1987 : Étalage public (Warm Hearts, Cold Feet) (TV) : Scotty
- 1987 : Omega Syndrome : Philadelphia 'Phil' Horton
- 1987 : Walk Like a Man : Bob (Bub) Downs
- 1988 : Memories of Manon (TV) : Dorgan
- 1988 : 18 Again! (en) : Coach
- 1988 : Les Nouvelles Aventures de Fifi Brindacier (The New Adventures of Pippi Longstocking) : Mr. Blackhart
- 1989 : Face of the Enemy : James Wald
- 1989 : Sing : Mr. Marowitz
- 1990 : Equal Justice (TV) : Arnold Bach
- 1990 : Equal Justice (série télévisée) : D.A. Arnold Bach
- 1990 : L'Exorciste, la suite (The Exorcist III) de William Peter Blatty : Stedman
- 1991 : Perry Mason: The Case of the Fatal Fashion (TV) : Albert Nardone
- 1992 : Gypsy Eyes : Wyden
- 1993 : Joe's Life (série télévisée) : Stan
- 1995 : Aux portes de l'enfer (Down, Out & Dangerous) (TV) : Lance Fredericks
- 1997 : Faux Prophètes (Lesser Prophets) : Jerry
- 1998 : Illuminata : Jailor
- 2000 : Fou d'elle (It Had to Be You) : Mel
- 2001 : Séduction fatale (Tempted) : Byron Blades
- 2001 : Hôtel : Boris
- 2004 : L'Histoire (Stateside) : Detective #2
- 2004 : Hustle (TV) : Bartlett Giamatti

### comme réalisateur
- 1999 : Belmont Avenue Social Club

### comme producteur
- 1966 : Dark Shadows (série télévisée)